# Wereldkampioenschappen wielrennen 1961

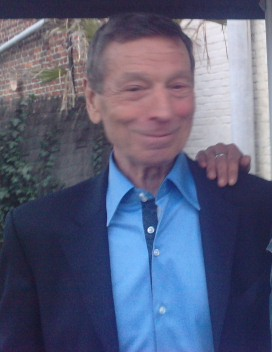
Rik Van Looy, wereldkampioen in 1960 en 1961

De wereldkampioenschappen wielrennen op de weg van 1961 werden gehouden op 2 en 3 september op een omloop van ongeveer 13 kilometer met aankomst op het Stratencircuit Bremgarten nabij Bern in Zwitserland.
De wedstrijd voor vrouwen vond echter niet plaats in Bern, maar op het eiland Man, meer bepaald rond de hoofdstad Douglas. Net als in 1959 in Zandvoort, wilde ook de organisatie in Bern geen vrouwenwedstrijd organiseren. De wedstrijd werd een maand voor de mannenwedstrijd verreden, op 10 augustus. De Britse titelverdedigster Beryl Burton werd verslagen door de Belgische Yvonne Reynders, die twee jaar eerder ook al wist te winnen. De winnares van 1958, de Luxemburgse Elsy Jacobs werd derde.

## Beroepsrenners
De beroepsrenners reden op zondag 3 september 1961, over een afstand van 285,252 kilometer. Rik Van Looy verlengde zijn wereldtitel; hij versloeg in een spurt nipt de Italiaan Nino Defilippis. De Fransman Raymond Poulidor werd derde. Jo de Roo was vijfde en beste Nederlander. Van Looy had veel geluk; enkele meters na de aankomst sloeg zijn achteras door het frame van zijn fiets.

### Uitslag
| Plaats | Renner           | Land                | Tijd     |
| ------ | ---------------- | ------------------- | -------- |
| 1      | Rik Van Looy     | België              | 7u46'35" |
| 2      | Nino Defilippis  | Italië              | z.t.     |
| 3      | Raymond Poulidor | Frankrijk           | z.t.     |
| 4      | José Bernárdez   | Spanje              | z.t.     |
| 5      | Jo de Roo        | Nederland           | z.t.     |
| 6      | Jean Stablinski  | Frankrijk           | z.t.     |
| 7      | Jos Planckaert   | België              | z.t.     |
| 8      | Gastone Nencini  | Italië              | z.t.     |
| 9      | Tom Simpson      | Verenigd Koninkrijk | z.t.     |
| 10     | Hans Junkermann  | West-Duitsland      | z.t.     |

## Amateurs
De amateurs reden op zaterdag 2 september 1961 over 181,5 kilometer. Het werd een triomf voor de Franse amateurs, die goud, zilver en brons wonnen. De drie Fransen ontsnapten samen op een klim na ongeveer 145 kilometer. In de laatste ronde loste Jean Jourden zijn twee landgenoten. De Italiaan Guido de Rosso werd vierde en Frans Melckenbeeck, die de spurt van het peloton won op meer dan anderhalve minuut van de winnaar, vijfde en eerste Belg. Jan Janssen was zevende en beste Nederlander.

### Uitslag
| Plaats | Renner           | Land      | Tijd     |
| ------ | ---------------- | --------- | -------- |
| 1      | Jean Jourden     | Frankrijk | 4u49'54" |
| 2      | Henri Belena     | Frankrijk | +20"     |
| 3      | Jacques Gestraud | Frankrijk | z.t.     |

## Vrouwen
Bij de vrouwen behaalde Yvonne Reynders haar tweede van vier wereldtitels op de weg.

### Uitslag
| Plaats | Renner                 | Land                           |
| ------ | ---------------------- | ------------------------------ |
| 1      | Yvonne Reynders        | België                         |
| 2      | Beryl Burton           | Verenigd Koninkrijk            |
| 3      | Elsy Jacobs            | Luxemburg                      |
| 4      | Aina Pouronen          | Sovjet-Unie                    |
| 5      | Maria Lukshina         | Sovjet-Unie                    |
| 6      | Marie-Thérèse Naessens | België                         |
| 7      | Elisabeth Eichholz     | Duitse Democratische Republiek |
| 8      | Nadia Germonpre        | België                         |
| 9      | Rosa Sels              | België                         |
| 10     | Sheila Holmes          | Verenigd Koninkrijk            |

1921 · 
1922 · 
1923 · 
1924 · 
1925 · 
1926 · 
1927 · 
1928 · 
1929 · 
1930 · 
1931 · 
1932 · 
1933 · 
1934 · 
1935 · 
1936 · 
1937 · 
1938 · 
1946 · 
1947 · 
1948 · 
1949 · 
1950 · 
1951 · 
1952 · 
1953 · 
1954 · 
1955 · 
1956 · 
1957 · 
1958 · 
1959 · 
1960 · 
1961 · 
1962 · 
1963 · 
1964 · 
1965 · 
1966 · 
1967 · 
1968 · 
1969 · 
1970 · 
1971 · 
1972 · 
1973 · 
1974 · 
1975 · 
1976 · 
1977 · 
1978 · 
1979 · 
1980 · 
1981 · 
1982 · 
1983 · 
1984 · 
1985 · 
1986 · 
1987 · 
1988 · 
1989 · 
1990 · 
1991 · 
1992 · 
1993 · 
1994 · 
1995 · 
1996 · 
1997 · 
1998 · 
1999 · 
2000 · 
2001 · 
2002 · 
2003 · 
2004 · 
2005 · 
2006 · 
2007 · 
2008 · 
2009 ·
2010 · 
2011 · 
2012 · 
2013 · 
2014 · 
2015 · 
2016 · 
2017 · 
2018 · 
2019 · 
2020 ·
2021 ·
2022 ·
2023 ·
2024 ·
2025 ·
2026